# شرکت سهامی طبع کتاب
شرکت سهامی طبع کتاب اولین ناشر کتاب به‌سبک ناشران اروپایی در ایران بود.

## فعالیت
این شرکت در دورهٔ مظفری تأسیس شد و با سرمایهٔ خصوصی اداره می‌شد. محمدعلی فروغی و عبدالوهاب قزوینی در اوایل جوانی‌شان در این انتشارات کارهای ویراستاری، نمونه‌خوانی و سایر امور کتاب را انجام می‌دادند.